# ハワイ通信
『ハワイ通信』（はわいつうしん、"英語: Letters from Hawaii"）は、アメリカ合衆国の作家マーク・トウェインが1866年に当時のハワイ王国を訪問して、その旅行記をカリフォルニア州の新聞に寄稿したものである。これを機にトウェインは旅行記作家としてデビューし、その後の本格的作家になっていく記念すべき作品である。

## 背景
マーク・トウェイン（本名：Samuel Longhorne Clemens）は長じて水先案内人、兄の新聞を手伝う経験しかなかったが、1866年から当時カリフォルニア州では大きな新聞のひとつだった「サクラメント・ユニオン」紙（Sacramento Union）の移動特派員として、ハワイ諸島を5か月間訪れて、25の手紙を同紙に発表している。

## ハワイ旅行と本の内容
マーク・トウェインは1866年3月18日に船でカメハメハ4世治下のサンドイッチ諸島（ハワイ諸島）のオアフ島へ到着して、その後オアフ島内、マウイ島、ハワイ島を旅して歩く。

### オアフ島
ホノルル港へ着いたトウェインはそこの気候と人々と様々なことについて、第1便（サンフランシスコからホノルルへ）から第17便（カアフマヌ王女の死）までに書いている。まずはダイアモンドヘッドへ馬で行って登り、当時盛んだった捕鯨について詳しく書き、カメハメハ大王の戦場・ヌアヌパリと近くの「もうひとつの天国」へも訪れる。
カメハメハ4世治下で始まったばかりハワイ王国国会についてもユーモラスに描き、ヴィクトリア王女（Victoria Kamāmalu）の死に際しては（第16便）  、ハワイ伝統の行事と1820年からすでに始まっていたキリスト教プロテスタント改革派の宣教、始まったばかりの英国国教会（当時のハワイでの名称は改革カトリック教会）の宣教の状況についても記述している。「ホーネット号遭難と生還」（第19便）については生還者のインタビューも書き、これは当時のスクープ的なレポートだったといわれている。

### マウイ島
マーク・トウェインはマウイ島のハレアカラ山へも行ったというが（第23便）、そこの砂糖生産の数字以外はこの島の滞在記は一切残していない。 

### ハワイ島
次に、マークトウェインはサンドイッチ諸島最大の島であるハワイ島を訪れて、第18便（島めぐり開始）から25便（キラウェア火山）までこの島について書いている。カイルア・コナに寄り、コナ・コーヒーについて書き、キャプテン・クックが殺された地を訪れ、サンドイッチ諸島を「発見した」イギリス人の彼をアメリカ人として批判的に見ている。
当時盛んだったサトウキビ栽培と砂糖生産の詳しい報告もあり、最後はキラウェア火山とハワイ島最南端のカウ地区のワイオヒヌ（Waiohinu）訪問で終わっている。 

## 注意事項
これらの通信（手紙）が書かれてから100年以上たっている現在はその研究がかなり進んでいて、1966年に出版された英文書籍の編者A. Grove Dayは「まえがき」（Introduction）で次のような注意事項を書いている。 
- トウェインはハワイ島最南端へいったあと、この島を東から北へ巡り、ヒロでワイルク渓谷、ハマクアで砂糖プランテーションを訪ね、ワイピオ渓谷に寄り、ワイメア高原を通り、反時計回りでハワイ島をほぼ一周したのちカワイハエの港からホノルルへ帰っているが、この部分の旅の記述はない。
- 実際には、彼は7月19日にホノルルを出て本土へ帰るので、ハワイ旅行は4か月と1日であった。各手紙の日付は必ずしもその日に起こったできごとを書いておらず、例えば最後の手紙（第23便）はサンフランシスコへ帰ってからひと月も経った日付になっている。
- 後に『西部放浪記』（Roughing It、1972年）を出版した時に、第74章～78章に「ユニオン」紙へ載せた手紙のうち30,000語を使用して、新しく5,000語を書いて共に載せている。
- 1884年ごろ、彼はハワイに関する小説を書く準備をしていた。しかし、旧体制を弾劾する予定のその内容は『アーサー王宮廷のコネチカット・ヤンキー』（1889年）に使われたので断念したといわれている。
- トウェインは1889年に「No alian land in all the world ...」に始まる有名な「ハワイ賛歌」を散文詩として書いている。 [5]
- 彼は1895年に世界一周の講演旅行の途中でハワイ再訪を試みたが、コレラが発生していたことから、ホノルルへの上陸は果たせなかった。

## 旅行記後に
トウェインはこのユーモアに富んだ旅行記で「ホーネット号遭難と生還」のスクープと共に一躍有名人になり、様々な講演を頼まれて過ごし、その後『地中海遊覧記』（The Innocents Abroad、1969）、『西部放浪記』（Roughing It、1972）などの旅行作家として、後に小説家として非凡な才能を表していく契機になった。 

## 本としての出版
この旅行記は上記新聞に発表されてから、全体としては初めて
- Edited by Walter Francis Frear, "Mark Twain and Hawaii", Appendix C1-C25 (Lakeside Press, 1947)

に収録されて、その後他の出版もあったが、最近は次の本が出版されている 。
- Edited by A. Grove Day, "Mark Twain's Letters from Hawaii" (University of Hawaii Press, 1966) ISBN 0-8248-0288-8
- マーク・トウェイン コレクション15『ハワイ通信』（吉岡栄一・佐野守男・安岡真訳、彩流社、2000年） ISBN 4-88202-537-X
- マーク・トウェイン 完訳コレクション『ハワイ通信』（上・下）kindle版（角川書店、2015年）
  - 『ちょっと面白い ハワイ通信』 (大久保博訳、旺文社文庫 正・続、1983年）、改題し電子書籍化